# (6137) Johnfletcher
(6137) Johnfletcher es un asteroide perteneciente al cinturón exterior de asteroides, región del sistema solar que se encuentra entre las órbitas de Marte y Júpiter, descubierto el 25 de enero de 1991 por Akira Natori y el también astrónomo Takeshi Urata desde la Estación Yakiimo, Shimizu-ku, Japón.

## Designación y nombre
Designado provisionalmente como 1991 BY. Fue nombrado Johnfletcher en homenaje al astrónomo aficionado británico John Fletcher, vive en Tuffley, cerca de Gloucester, donde regularmente realiza observaciones de planetas menores. Como locutor y conferenciante, también es muy activo en el trabajo educativo.

## Características orbitales
Johnfletcher está situado a una distancia media del Sol de 3,215 ua, pudiendo alejarse hasta 3,418 ua y acercarse hasta 3,013 ua. Su excentricidad es 0,062 y la inclinación orbital 15,43 grados. Emplea 2106,48 días en completar una órbita alrededor del Sol.

## Características físicas
La magnitud absoluta de Johnfletcher es 11,3. Tiene 30,72 km de diámetro y su albedo se estima en 0,048. 